# Rappel à l'ordre (album)
Albums de Takana Zion
Zion Prophet
(2007) Black mafia I
(2012)
Rappel à l'Ordre est le deuxième album de Takana Zion destiné au commerce international et sorti le 11 mai 2009.

## Pistes
1. Nasalife
2. Abiri Na Samba Khine
3. Mikhi Kobie
4. I Want To Be Free
5. Jeune Fille
6. Reggae Donkili (feat. Victor Démé)
7. Mama Africa
8. Sekou Ko Non (feat. Winston McAnuff)
9. Jah Kingdom
10. Anawafe
11. Celine
12. Ithiopia
13. Rendez à Cesar